# Brantôme, Dordogne
Brantôme (trong tiếng Occitan Brantòsme) là một xã của Pháp, nằm ở tỉnh Dordogne trong vùng Aquitaine của Pháp. Xã này có diện tích 34,65 km2, dân số năm 2007 là 2122 người. Xã nằm ở khu vực có độ cao trung bình 103 m trên mực nước biển.

## Hành chính
| Danh sách các xã trưởng                |                  |                  |                  |         |
| Giai đoạn                              | Giai đoạn        | Tên              | Đảng             | Tư cách |
| tháng 3 năm 2001                       | tháng 3 năm 2008 | Guy Duvivier     | -                | -       |
| tháng 3 năm 2008                       | đương nhiệm      | Monique Ratinaud | không chính thức | luật sư |
| Tất cả các dữ liệu trước đây không rõ. |                  |                  |                  |         |

## Thông tin nhân khẩu
| Năm    | 1962  | 1968  | 1975  | 1982  | 1990  | 1999  | 2007  |
| ------ | ----- | ----- | ----- | ----- | ----- | ----- | ----- |
| Dân số | 1 966 | 1 991 | 2 026 | 2 101 | 2 080 | 2 043 | 2 122 |